# إيرل باتريك فريمان
إيرل باتريك فريمان هو مصارع هاوي كندي، ولد في 23 أغسطس 1932 في هاميلتون في كندا، وتوفي في 28 ديسمبر 1989 في بورت مودي في كندا.

## روابط خارجية
- إيرل باتريك فريمان على موقع CageMatch worker (الإنجليزية)